# (2654) Ristenpart
(2654) Ristenpart ist ein Asteroid des äußeren Hauptgürtels. Der Himmelskörper wurde von den chilenischen Astronomen S. Cofré und Carlos Torres am 18. Juli 1968 am Observatorio Cerro El Roble (IAU-Code 805) entdeckt.
Der Asteroid hat eine dunkle Oberfläche mit einer Albedo von 0,069 (± 0,008) und einen mittleren Durchmesser von 16,101 (± 0,182) Kilometern.
(2654) Ristenpart wurde am 26. März 1986 nach dem deutschen Astronomen Friedrich Wilhelm Ristenpart benannt. Ristenpart war ab 1908 Direktor der chilenischen Nationalsternwarte in Santiago de Chile und federführend für den Umzug der Sternwarte nach Lo Espejo.